# 프로 야구 드래프트 회의
프로 야구 드래프트 회의(일본어: プロ野球ドラフト会議)는 NPB가 개최하는 신인 선수 영입을 위해 실시하는 회의이다. 신인선수선택회의(일본어: 新人選手選択会議)라고도 한다.

## 개요
매년 10월 또는 11월에 실행하며, 정해진 절차에 따라 신인 선수와 계약 교섭권을 각 구단에 배분한다. 이 외에도 육성 선수를 획득하기 위해 일본 프로 야구 육성 선수 선택 회의를 실시하기도 한다.
아마추어 야구계의 유망주가 반드시 일본의 드래프트 회의에서 지명을 받아야하는 것은 아니다. 드래프트 전에 선수 본인이 일본 야구계 진입을 거부하고 메이저 리그 행을 열망하는 경우에는 메이저 리그 구단과의 교섭을 가질 권한을 인정받는다.

## 제도

### 지명 대상자
신인 선수가 대상이 된다. 과거에 일본 프로 야구 구단에 입단한 경력이 없는 선수 중에서 일본 국정을 가지고 있거나 일본의 중/고교 및 이에 준하는 학교 , 대학교 및 이에 준하는 단체에 재학하고 있거나 졸업한 선수이다. (일본의 학교 재학 선수 : 다음해 3월 졸업 예정/대학의 경우 4년간 재학 중인 선수)

### 지명되지 못한 선수
- 드래프트 개최 년도 4월 1일 후 퇴학 당한 선수
- NPB에 프로 사망 신고 (프로 사망 : 진학 또는 취업 예정으로 프로 야구의 꿈을 포기한다는 뜻으로 일반적으로 말하는 사망과 다른 뜻)를 하지 않은 선수
- 일본 사회인 야구단에 입단한 선수 중에서 중학교 졸업 또는 고등학교 졸업자의 경우 입단 후 3년 , 그 외의 경우는 2년이 지나지 않은자

(시코쿠 섬 리그 Plus 및 베이스볼 챌리지 리그와 같은 일본 독립 리그는 사회인 야구와 동일하게 취급되고 있으나, 프로 지망생 선수의 경우는 입단 첫해부터 프로 지명 대상이 된다.)

### 드래프트 지명을 거부하고 외부 구단과 계약을 한 경우 지명 동결 특례
프로 사망 신고를 한 선수가 드래프트 지명을 거부하고 외국 구단과 계약하는 경우, 고등학교 졸업자는 귀국 3년간 , 고교생 이외의 선수는 2년간 드래프트 지명 동결 선수가 되어 지명에서 제외된다.

### 올림픽 개최 지명 동결 선수 특례 사례
하계 올림픽 야구 경기에서 아마추어 선수만 출전 (1984년 LA , 1996년 애틀란타)했던 시절에는 올림픽이 종료될 때까지 출전 선수가 드래프트에서 지명되지 못했다. 하지만 지명 동결 선수 자격을 갖춘 경우 올림픽 개최 후 중/고등학교 3년 , 대졸 2년 동결 기간과 무관하게 지명이 가능하였다.

### 교섭권의 유효 기간
드래프트 회의를 통해 얻을 수 있는 것은 선수와의 계약 협상권이다. 따라서 회의에서 지명했다 하더라도 선수 계약을 성사시키지 못하면 입단할 수 없다. 선수 계약 교섭권 기간은 그 선수의 교섭권을 획득한 드래프트 회의의 다음 해 3월 말까지이며, 그때까지 선수 계약으로 공시할 수 없는 경우에는 협상 권한이 무효가 된다. 사회인 야구 선수의 경우에는 드래프트 회의의 다음 해 1월 말까지를 기한으로 삼는다.

## 드래프트 회의 주요 사건

### 니우라 문제
1968년의 여름 고시엔 대회에서 준우승한 니우라 히사오는 한국 국적이었다. 니우라는 고등학교를 중퇴하고 프로에 입단하고 싶다는 의사를 표명했으나 현재의 드래프트 제도의 규정에 적합한 선수가 '일본 국적을 가진 자'로 일본 학교를 졸업해도 외국인 선수는 드래프트 대상 밖에 있었기 때문에 드래프트 제도에서 제한되어 있던 계약금 1천만 엔 조항은 무시되어 국내 6개 구단과 메이저 리그의 구단들이 달려들어 쟁탈전을 벌였다. 결국 니우라는 같은 해에 고등학교를 중퇴하고 요미우리 자이언츠에 드래프트 번외로 입단했다. 이것이 계기가 되어 이후 '일본의 학교에 소속된 선수는 모두 드래프트 대상이 된다'는 규칙으로 변경되었다.

### "공백의 하루" 사건
에가와 사건을 참조.

### KK 콤비의 명암
KK 드래프트 사건을 참조.

## 신인 선수 선택 회의 관련 기록
- 최다 구단 지명 경쟁 선수 : 노모 히데오, 코이케 히데오(8개 구단)
- 최다 구단 지명 경쟁 고교생 선수 : 후쿠도메 고스케(7개 구단)
- 최다 드래프트 1위 지명 횟수 선수 : 에가와 스구루
- 최다 드래프트 지명 횟수 선수 : 후지사와 키미야(5회)
- 최다 드래프트 지명 횟수 프로 입단 거부 선수 : 후지사와 키미야(4회)
- 최고령 지명 선수 : 이치무라 노리오(30세 5개월)
- 최연소 지명 선수 : 츠지모토 켄토(15세 10개월)
- 최하위 지명 선수 : 시모무라 에이지(1965년, 히로시마 18위)

## 같이 보기
- 일본 야구 기구